# Вільшанка (Житомирський район)
Ві́льшанка — село в Україні, адміністративний центр Вільшанської сільської територіальної громади Житомирського району Житомирської області. Кількість населення становить 2 007 осіб (2001). У 1923—2018 роках — адміністративний центр колишньої однойменної сільської ради.

## Загальна інформація
Розташоване за 4 км від м. Чуднів. У селі розміщується залізнична станція Чуднів-Волинський.

## Населення
У 1887 році в поселенні налічувалося 711 жителів.
Відповідно до результатів перепису населення Російської імперії 1897 року, загальна кількість мешканців села становила 761 особу, з них: православних — 421, римокатоликів — 197, юдеїв — 136, чоловіків — 364, жінок — 397.
У 1899 році в селі проживало 654 особи, дворів — 110, у 1906 році — 698 осіб, дворів — 124, у 1911 році — 686 мешканців, дворів — 122, у 1923 році — 934 жителі, дворів — 110, у 1924 році — 846 осіб (з перевагою населення чеської національности), дворів — 185, у 1926 році — 961 особа, дворів — 219, у 1941 році — 1 179 осіб, дворів — 283.
На початок 1970-х років село мало 567 дворів із населенням 1 734 особи.
Відповідно до результатів перепису населення СРСР, кількість населення, станом на 12 січня 1989 року, становила 1 945 осіб. Станом на 5 грудня 2001 року, відповідно до перепису населення України, кількість мешканців села становила 2 007 осіб.

### Мова
Розподіл населення за рідною мовою за даними перепису 2001 року:
| Мова            | Кількість | Відсоток |
| --------------- | --------- | -------- |
| українська      | 1971      | 98.21 %  |
| російська       | 31        | 1.55 %   |
| румунська       | 1         | 0.05 %   |
| інші/не вказали | 4         | 0.19 %   |
| Усього          | 2007      | 100 %    |

## Історія
Засноване у 16 столітті.
У другій половині 19 століття — державне село Чуднівської волості Житомирського повіту Волинської губернії. Розміщувалося за 5 верст від Чуднова, за 10 верст від Красносілки та 17 верст від Янушполя. Колишня власність М'ясківських, належала до католицької парафії у Чуднові. Залізнична станція київсько-берестейської дороги, поміж Демчином (20 верст) та Печанівкою (24 версти), за 209 верст від Києва та 399 верст від Берестя. За Теодоровичем, німецька слобода за 4 версти від Чуднова, належала до однієї з православних парафій у Чуднові.
Поблизу залізниці існувало чеське поселення, засноване у 1874 році чехами-колоністами з Моравії. Це була перша чеська колонія у Чуднівській волості та одна з найбільших чеських колоній на території сучасної Житомирської області. 27 лютого 1875 року народилася перша дитина чехів на новій землі — Юзефа Вацек. Вільшанські Вацеки були предками письменника Василя Земляка. У 1883 році збудовано пивоварню В Клиха. У 1922 році завод віддано в оренду, працювали там 2 осіб, у 1924 році — 8 працівників. У 1889 році на базі чеської приватної школи відкрито однокласне сільське училище.
Наприкінці 19 століття — село Чуднівської волості Житомирського повіту Волинської губернії, за 54 версти від Житомира. Входило до православної парафії у Чуднові. Заселене німецькими колоністами.
У 1906 році — сільце Чуднівської волості (3-го стану) Житомирського повіту Волинської губернії. Відстань до повітового центру, м. Житомир, становила 57 верст, від волосного центру, містечка Чуднів — 4 версти. Найближче поштово-телеграфне відділення розміщувалося у Чуднові.
У березні 1921 року, в складі волості, увійшло до новоутвореного Полонського повіту Волинської губернії. У 1923 році включене до складу новоствореної Вільшанської сільської ради, яка 7 березня 1923 року увійшла до складу новоутвореного Чуднівського району Житомирської округи; адміністративний центр ради. Розміщувалося за 4 версти від районного центру, міст. Чуднів.
У 1937—38 роках частину вільшанських чехів репресовано та засуджено до розстрілів і ув'язнень. Після Другої світової війни частина етнічних чехів повернулися на історичну батьківщину.
На фронтах Другої світової війни воювали 400 селян, 329 з них нагороджені орденами й медалями, 76 загинули. На їх честь споруджено два пам'ятники.
В радянські часи в селі розміщувалася бригада колгоспу з центральною садибою в Бабушках. Тут розміщувалися цикорієсушильний завод, заснований 1927 року, райоб'єднання «Сільгосптехніки», інкубаторна станція, Чуднівський хлібоприймальний пункт. 20 трудівників села нагороджені орденами й медалями СРСР, зокрема Р. М. Машталер — орденом Леніна. У селі були середня школа, чотири бібліотеки, два фельдшерско-акушерські пункти, дитячі ясла, дві їдальні, побутова майстерня.
27 липня 2018 року увійшла до складу новоутвореної Вільшанської сільської територіальної громади Чуднівського району Житомирської області, адміністративний центр громади. Від 19 липня 2020 року, разом з громадою, в складі новоутвореного Житомирського району Житомирської області.

## Відомі люди
- Властиміла Абжолтовська (1904—1995) — чеська перекладачка української літератури, письменниця, редакторка.
- Рихлік Євген Антонович (1888—1939) — славіст, професор Ніжинського Інституту Народної Освіти.
- Романюк Олександр Борисович (1989—2014) — лейтенант МВС України, учасник російсько-української війни.
- Рижко Олена Миколаївна (нар. 1975) — українська поетеса.
- Шпита Павло Васильович (1924—1997) — письменник.
- Яцюк Олександр Савич (1920—1986) — художник.